# OM Vitrolles
OM Vitrolles fue un club francés de balonmano, fundado en 1989. En 1993 conquistó el primer título europeo para Francia: la Recopa de Europa de Balonmano. Desapareció en 1996.

## Títulos internacionales
- 1 Recopa de Europa de Balonmano: 1992-1993

## Títulos nacionales
- 2 Liga de balonmano de Francia: 1993-1994, 1995-1996
- 2 Copa de Francia de Balonmano: 1992-1993, 1994-1995

- Datos: Q629735